# 방기천 (1958년)
방기천은 남서울대학교의 교수이다.  서울대학교 전자공학과를 졸업하고 성균관대학교대학원에서 전산통계학 박사학위를 취득하였으며 현재 멀티미디어학과 교수, 한국디지털콘텐츠학회장이다.2009년 12월 5일 ‘IT 신성장동력을 디지털콘텐츠기술로 창출하자’라는 주제로 고려대학교 미래융합기술관에서 학술대회를 개최했다. 남서울대학교에서 국내 최초로 멀티미디어 학과를 개설했다.